# London Bridge
Il London Bridge è uno dei principali ponti sul Tamigi situato a Londra che collega la City of London al borgo londinese di Southwark. Dal punto di vista nautico esso delimita anche l'area del Pool of London e si trova tra il Cannon Street Railway Bridge e il più celebre Tower Bridge con cui sovente viene confuso.
Sebbene l'attuale ponte sia stato inaugurato soltanto nel 1973, nel corso dei secoli vi sono stati svariati ponti con questo nome e la loro ubicazione, come la loro storia, sono in assoluto le più antiche di tutti i ponti della capitale britannica.
Sul lato sud del ponte si trovano la Southwark Cathedral, il grattacielo The Shard e la stazione della metropolitana London Bridge. Sul lato nord ci sono il Monumento al grande incendio di Londra e la stazione della metropolitana Monument.
Il London Bridge originale di epoca medievale sorgeva poche decine di metri più a valle e gli storici odierni lo distinguono chiamandolo Old London Bridge; esso fu uno dei ponti più famosi del mondo e anche l'unico ponte sul Tamigi a valle di Kingston fino all'apertura del Putney Bridge nel 1729.

## Storia

### Epoca antica
Un primo ponte fu realizzato in corrispondenza del sito attuale durante il periodo di occupazione romana dell'area, intorno al 46 d.C. Probabilmente la prima struttura fu un ponte di barche ad uso militare nelle cui vicinanze i conquistatori Romani fondarono un primo insediamento commerciale, la città di Londinium, esso fu poi trasformato in un vero e proprio ponte intorno al 55 d.C. Sia il primo ponte che l'insediamento furono distrutti nel 60 d.C. durante la rivolta guidata dalla regina Budicca.
Tuttavia la vittoria fu di breve durata e ben presto i Romani sconfissero e scacciarono i ribelli ricostruendo una Londinium protetta da mura, parte delle quali sono ancora visibili nell'area circostante. La nuova città e un nuovo ponte in legno furono costruiti intorno alla posizione attuale, fornendo accesso ai porti della riva sud del Tamigi attraverso vie romane che nel corso dei secoli successivi presero il nome di Stane Street (l'odierna A3) e Watling Street (l'odierna A2).

### Il periodo sassone
Il ponte cadde in rovina dopo l'abbandono della Britannia da parte dei Romani e, poiché anche la stessa Londinium fu abbandonata, non c'era più necessità di un ponte in quella posizione.
Durante il periodo in cui si stabilirono i Sassoni il fiume stesso divenne il confine politico tra i regni ostili di Mercia e Wessex. Con le invasioni vichinghe dei danesi e con la riconquista da parte dei sovrani del Wessex la vecchia città romana venne nuovamente occupata da parte di Alfredo il Grande, molto probabilmente sorse di nuovo l'esigenza di un ponte controllato dai Sassoni che attraversasse il luogo. Tuttavia non ci sono riscontri archeologici circa l'esistenza di un ponte prima del regno di Etelredo II e dei suoi tentativi di fermare le invasioni delle truppe di Sweyn I di Danimarca negli anni 990.
Nel 1014, secondo una tradizione scaldica molto successiva, il ponte fu incendiato dal principe norvegese Olaf II che stava aiutando il re Etelredo in un riuscito tentativo di dividere le truppe danesi che detenevano la città di Londra, riuscendo a riconquistare Londra per conto del re sassone. La prima testimonianza scritta dell'epoca circa l'esistenza di un nuovo ponte sassone risale infatti al 1016, quando fu attraversato dalle navi di re Canuto I per riconquistare il trono di Edmondo II.

### Il periodo normanno
In seguito un nuovo ponte in legno venne ricostruito dai normanni ma fu nuovamente distrutto nel 1091 da una tempesta di elevata intensità nota come il tornado di Londra. Il ripristino o la sostituzione del ponte avvenne per opera di Guglielmo II, attraverso i lavori forzati dei prigionieri di guerra, insieme ai contestuali lavori per la nuova Cattedrale di Saint Paul e per la Torre di Londra ma nel 1136 il ponte venne nuovamente distrutto da un incendio.

### Il London Bridge medievale

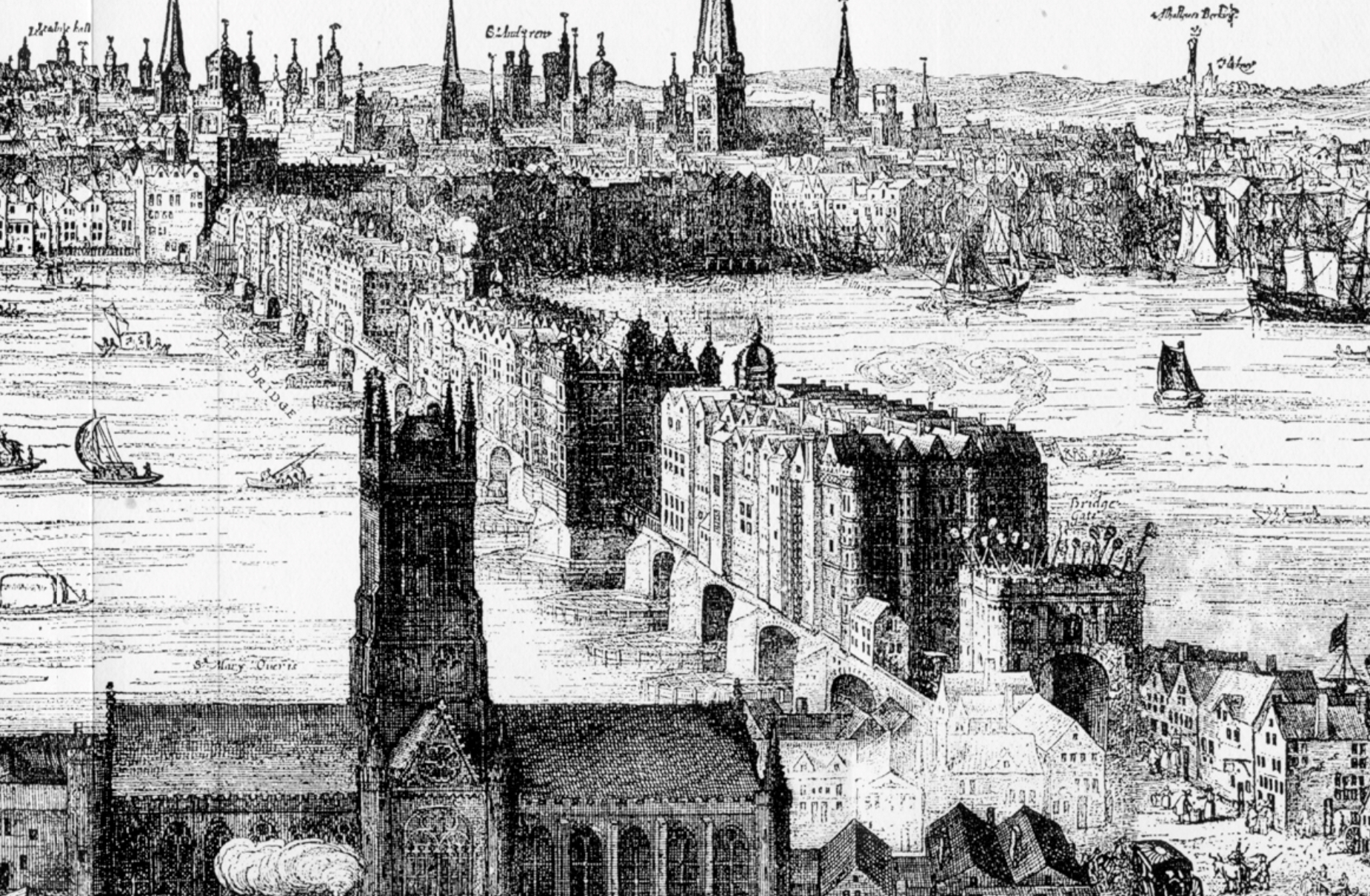
Un'incisione di Claes Van Visscher che mostra il London Bridge nel 1616, praticamente immutato dall'epoca medievale. Sopra la Southwark Gate si vedono le teste dei giustiziati infilzate.

A seguito della distruzione del 1136 la ricostruzione del ponte avvenne durante il regno di Stefano d'Inghilterra, presumibilmente lungo gli stessi confini istituiti da Guglielmo II. Con l'ascesa al trono di Enrico II d'Inghilterra ci fu un tentativo di regolarizzare la manutenzione del nuovo ponte attraverso l'istituzione di una corporazione monastica nazionale che la supportasse, di fatto attraverso la vendita delle indulgenze; tuttavia esistono prove dell'esistenza anche di altre corporazioni locali non autorizzate, aventi il medesimo scopo.
Nel 1163 Peter De Colechurch fu nominato ufficialmente Guardiano della Confraternita per il Ponte, riunendo in questa carica tutti i provvedimenti precedentemente adottati. Nel 1173 egli propose di sostituire l'esistente ponte in legno con uno più grande e solido realizzato in pietra, la realizzazione del nuovo ponte fu quasi certamente collegata alla necessità di far fronte alla crescente diffusione del culto di Thomas Becket e al relativo flusso di pellegrini diretti a Canterbury. La costruzione del nuovo London Bridge cominciò sotto la direzione di De Colechurch nel 1176 e fu completato nel 1209, durante il regno di Giovanni d'Inghilterra; il sovrano autorizzò anche la costruzione di abitazioni in modo da ottenere degli ulteriori introiti per la necessaria manutenzione e al centro del ponte fu anche costruita una cappella dedicata a Thomas Becket, divenuto nel frattempo santo patrono della città. La cappella di San Tommaso divenne più imponente delle chiese della città alta e aveva anche un ingresso a livello dell'acqua per i pescatori e per i traghettatori che transitavano sul fiume. Raffigurazioni dell'epoca mostrano edifici alti addirittura fino a sei piani, inoltre, insieme alle abitazioni, sorsero svariate botteghe. Dalla documentazione del tempo si ha notizia di circa duecento attività commerciali aventi sede lungo il ponte, nessuna di esse però vendeva birra o alimenti, poiché la loro conservazione richiedeva cantine che sul ponte non potevano esserci. I commercianti, in maggioranza mercanti di stoffe, droghieri, fabbri, artigiani e conciatori vivevano sopra le loro botteghe e vendevano le merci al piano terra. Le finestre fungevano da vetrine e sopra ciascun negozio era appesa un'insegna che aveva la forma della mercanzia venduta in modo tale da essere riconosciuta anche dagli analfabeti. Alcuni degli ultimi piani degli edifici erano collegati agli edifici dal lato opposto tramite passerelle, conferendo a tratti al ponte l'aspetto di una galleria.
La decisione di re Giovanni di concedere la costruzione di numerosi edifici sul ponte rallentò tuttavia il traffico attraverso di esso. Le abitazioni e le botteghe occupavano spazio e attiravano folla ma, se un carro si rompeva o qualche animale si imbizzarriva, si poteva impiegare fino a un'ora per attraversare il ponte. Per questo i pedoni spesso utilizzavano anche le dozzine di traghetti fluviali che trasportavano velocemente i londinesi da riva a riva. Sebbene il ponte fosse largo circa otto metri gli edifici costruiti sopra occupavano circa due metri su ciascun lato della strada e alcuni sporgevano anche di un paio di metri sul fiume. La parte di carreggiata riservata al passaggio del traffico era quindi ridotta ad appena quattro metri circa, cosicché cavalli, carri e pedoni dividevano tra loro uno spazio di appena due metri per ciascuno dei due sensi di marcia. C'erano poi pochissimi punti liberi da case e botteghe dove le persone potevano isolarsi dal traffico e godere una veduta del fiume.
Il ponte medievale aveva diciannove piccole arcate e, all'estremità sud un varco provvisto di un ponte levatoio ed un avamposto di controllo. Data la loro ridotta ampiezza, le arcate costituivano un parziale sbarramento al Tamigi, limitando il flusso dell'acqua e quindi rendendo il fiume maggiormente suscettibile a congelamento durante l'inverno a causa del rallentamento delle correnti. Il flusso del fiume fu ulteriormente ostacolato dall'aggiunta di ruote idrauliche installate sotto le due arcate nord per azionare pompe e per il funzionamento di macine. Ciò produceva violente rapide tra i pilastri del fiume, in quanto il divario tra i livelli dell'acqua su ogni lato poteva arrivare addirittura a due metri. Solo i coraggiosi o i temerari provavano a manovrare le imbarcazioni tra i pilastri e molti annegarono nel tentativo di farlo facendo nascere il proverbio «I saggi passano sopra il ponte, i pazzi passano sotto».
Nel corso dei secoli il London Bridge divenne famoso per essere il ponte abitato più lungo d'Europa ed era indubbiamente uno dei simboli della Londra del tempo.
Anche se era sotto la giurisdizione della chiesa di St. Magnus della città di Londra e della chiesa di St. Olave di Southwark, la comunità del ponte costituiva quasi una città a sé ed era il fulcro della vita sociale della città, con anche lo svogimento di processioni, tornei di giostra, cortei nuziali e mercati; tuttavia nel 1284, dopo annose dispute legali, la città di Londra ne guadagnò il controllo esclusivo e istituì il City Bridge Trust, un fondo per mantenere il ponte attraverso le vecchie rendite e le nuove donazioni.
La moltitudine di edifici costruiti sul London Bridge garantivano un sicuro introito tuttavia aumentarono il rischio di incendi, tant'è che nel 1212 due di questi divamparono contemporaneamente su entrambe le estremità del ponte intrappolando nel mezzo la gente e provocando circa tremila vittime.
Altri episodi funesti si verificarono a danno del ponte, come alcuni crolli di arcate e abitazioni date alle fiamme durante la Rivolta dei contadini del 1381 e durante la ribellione di Jack Cade del 1450, nel corso della quale venne combattuta una violenta battaglia sul ponte.

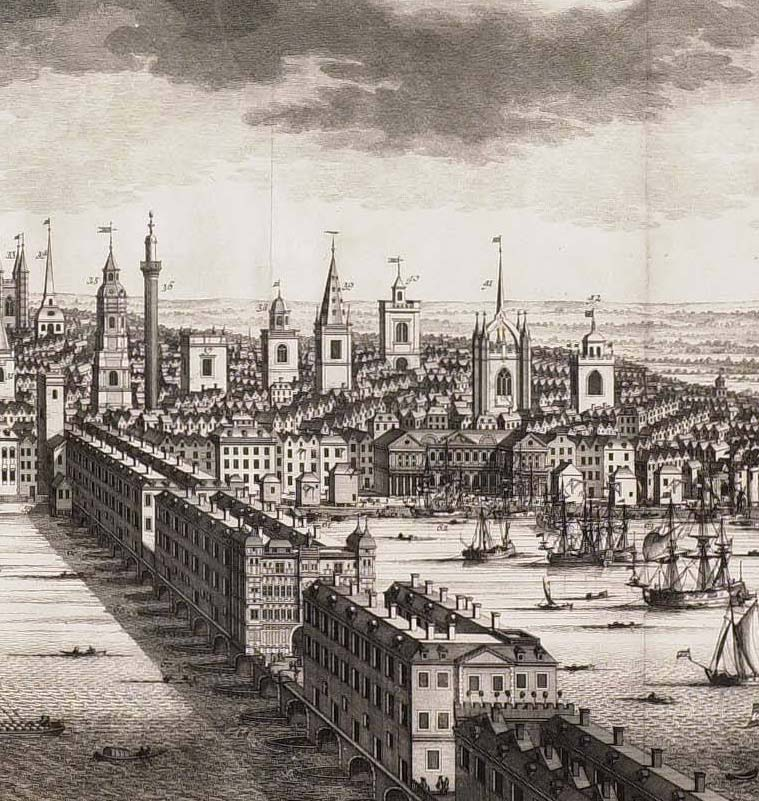
Un disegno dell'Old London Bridge nel 1710

I varchi di accesso venivano chiusi con pesanti portoni all'ora del coprifuoco pertanto il ponte era considerato un posto sicuro per vivere e per i commerci. Vi era il varco nord, ovvero New Stone Gate e il varco sud, ovvero Stone Gateway; essa divenne il sito di una delle vedute più temute e celebri della Londra medievale: l'esibizione delle teste decapitate dei traditori, impalate su picche e immerse nel catrame per proteggerle dagli agenti atmosferici. La testa di William Wallace fu la prima a essere esposta sul cancello nel 1305, dando inizio a una cruenta tradizione che sarebbe continuata per oltre tre secoli a venire. Tra le tante teste infilzate esposte ci furono quelle di Jack Cade, Tommaso Moro, il vescovo John Fisher e Thomas Cromwell.

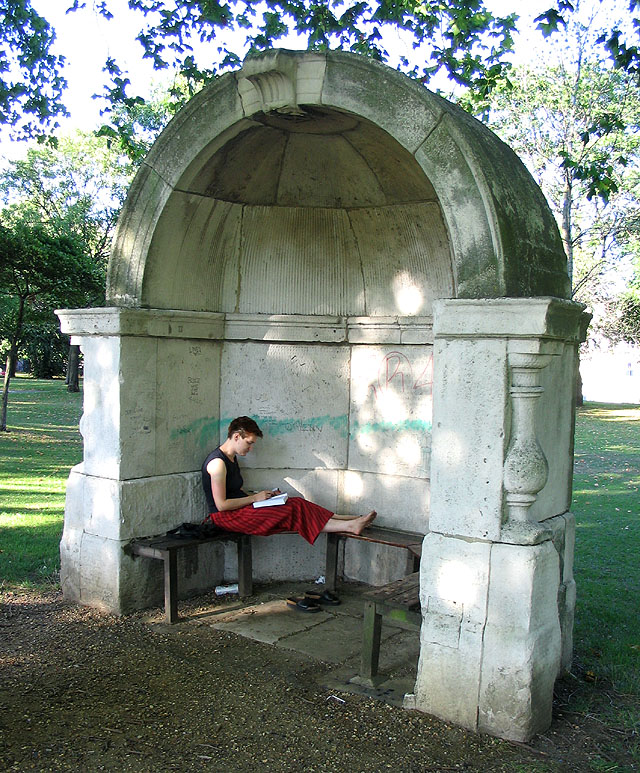
Questa nicchia è uno dei frammenti rimasti dell'Old London Bridge che fu demolito nel 1831

### L'Old London Bridge tra Cinquecento e Settecento
Durante il Cinquecento il ponte divenne famoso poiché era il più antico della città e quindi si guadagnò l'appellativo di Old London Bridge. Nel 1577 il cancello nord, ovvero New Stone Gate, fu sostituito dalla Nonesuch House, invece nel 1660, in seguito alla Restaurazione di Re Carlo II, cessò la truculenta consuetudine di esporre le teste mozzate dei condannati a morte.
Un altro grande incendio scoppiò nel 1633, distruggendo la porzione settentrionale del ponte isolandolo dalla città ma venne realizzato un collegamento tramite una passerella provvisoria; tuttavia ciò lo protesse dal successivo Grande incendio di Londra del 1666 che divampò proprio dalla vicina Pudding Lane per poi distruggere quasi tutta l'area a nord del Tamigi.
Nel 1722 il traffico era diventato così intenso che il sindaco decretò che «tutti i veicoli che da Southwark entravano in città tenessero il lato ovest del ponte e tutti i veicoli che uscivano dalla città tenessero il lato est». Questa ordinanza è stata identificata come la possibile origine della regola inglese di guidare tenendo la sinistra.
Tra il 1758 e il 1762 il vecchio ponte venne ristrutturato demolendo tutti i vecchi edifici e due arcate centrali, che furono sostituite da un'arcata più ampia per migliorare la navigazione sul fiume.

### Il nuovo London Bridge del 1831

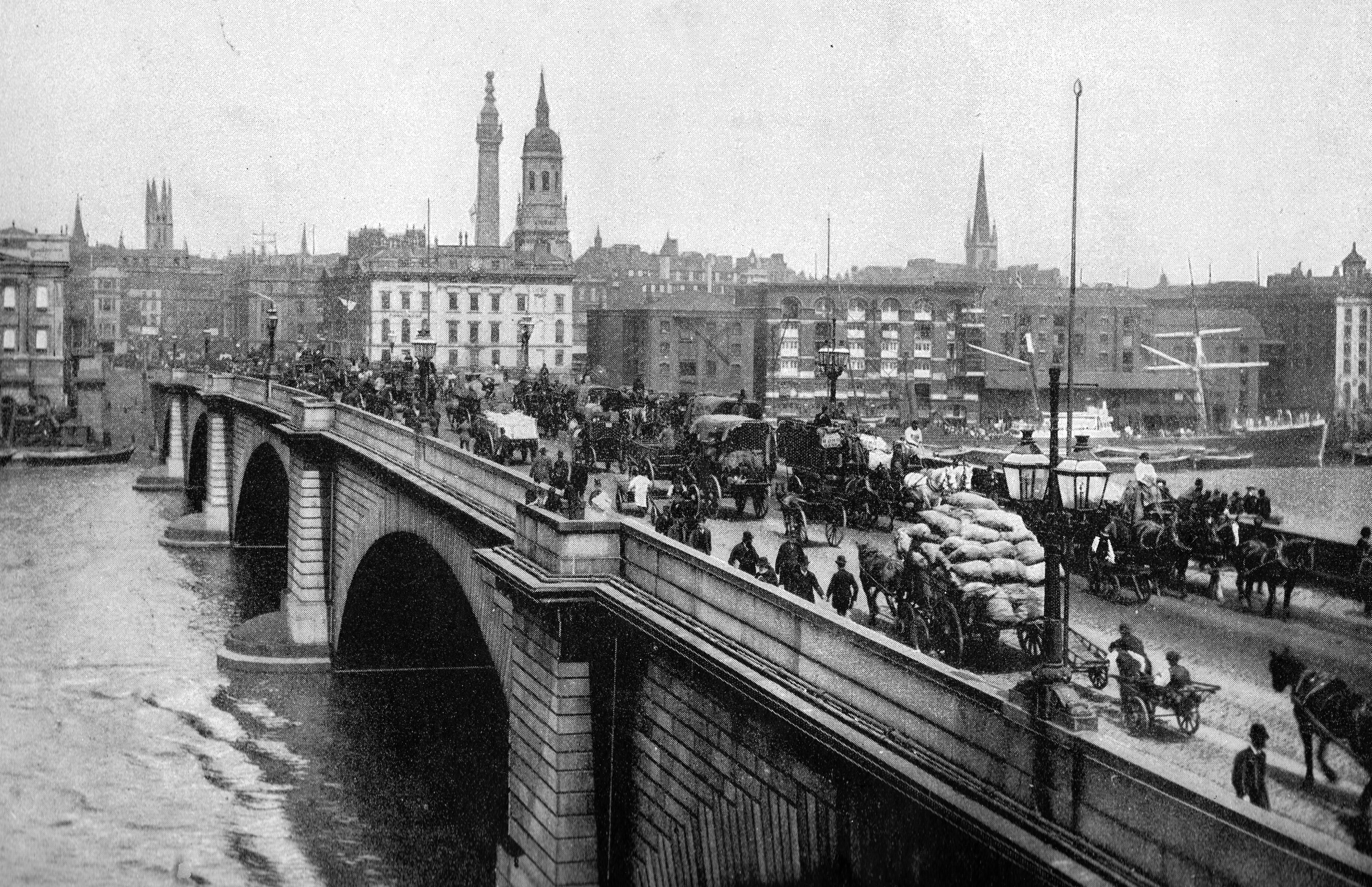
Il nuovo London Bridge a fine Ottocento prima dell'ampliamento

Alla fine del XVIII secolo fu evidente che il vecchio London Bridge, che aveva all'epoca oltre seicento anni, doveva essere sostituito poiché era stretto e inadeguato per il traffico stradale e fluviale. Nel 1799 si svolse una gara per progetti per il nuovo ponte, aggiudicata dall'ingegnere Thomas Terlford che propose un ponte ad arcata unica in ferro di quasi duecento metri. Tuttavia questo progetto non fu mai attuato per incertezze sulla fattibilità e per le dimensioni del terreno a riva necessario per la costruzione. Il ponte venne alla fine sostituito con una struttura in pietra a cinque arcate, progettata dall'ingegnere John Rennie "padre". Il nuovo ponte fu costruito circa trenta metri a monte del sito originale, con un costo di 12.000.000 sterline e fu completato da John Rennie "figlio" tra il 1824 e il 1831. Il vecchio ponte continuò a essere utilizzato fino al completamento del nuovo e, dopo l'apertura di quest'ultimo nel 1831, venne definitivamente demolito.
Il nuovo London Bridge era lungo 283 metri e largo sedici e fu costruito con granito grigio di Haytor. Presentava una superficie a bugnato molto regolare e la sua lunghezza era scandita da cinque arcate ad arco ribassato rientranti rispetto ai quattro pilastri aggettanti verso l'esterno. Da ambo i lati era sormontato da una balaustra che definiva il perimetro esterno dell'impalcato che ospitava due marciapiedi e due carreggiate stradali per ciascun senso di marcia. 
L'inaugurazione ufficiale avvenne il 1º agosto 1831 e al banchetto cerimoniale parteciparono anche re Guglielmo IV e la regina Adelaide.
Tra il 1902 e il 1904 il ponte fu ampliato fino a venti metri di larghezza nel tentativo di decongestionare il cronico traffico di Londra, tuttavia questi lavori di ampliamento appesantirono eccessivamente la struttura tanto da far cedere le fondamenta di circa tre centimetri ogni dieci anni. Nel 1924 la parte est del ponte era effettivamente di dieci centimetri più bassa di quella ovest e, malgrado non vi fossero imminenti rischi di crolli, nei decenni successivi si giunse alla conclusione che la malferma struttura andava sostituita con una più adeguata.

### La vendita del London Bridge e la sua ricostruzione in Arizona

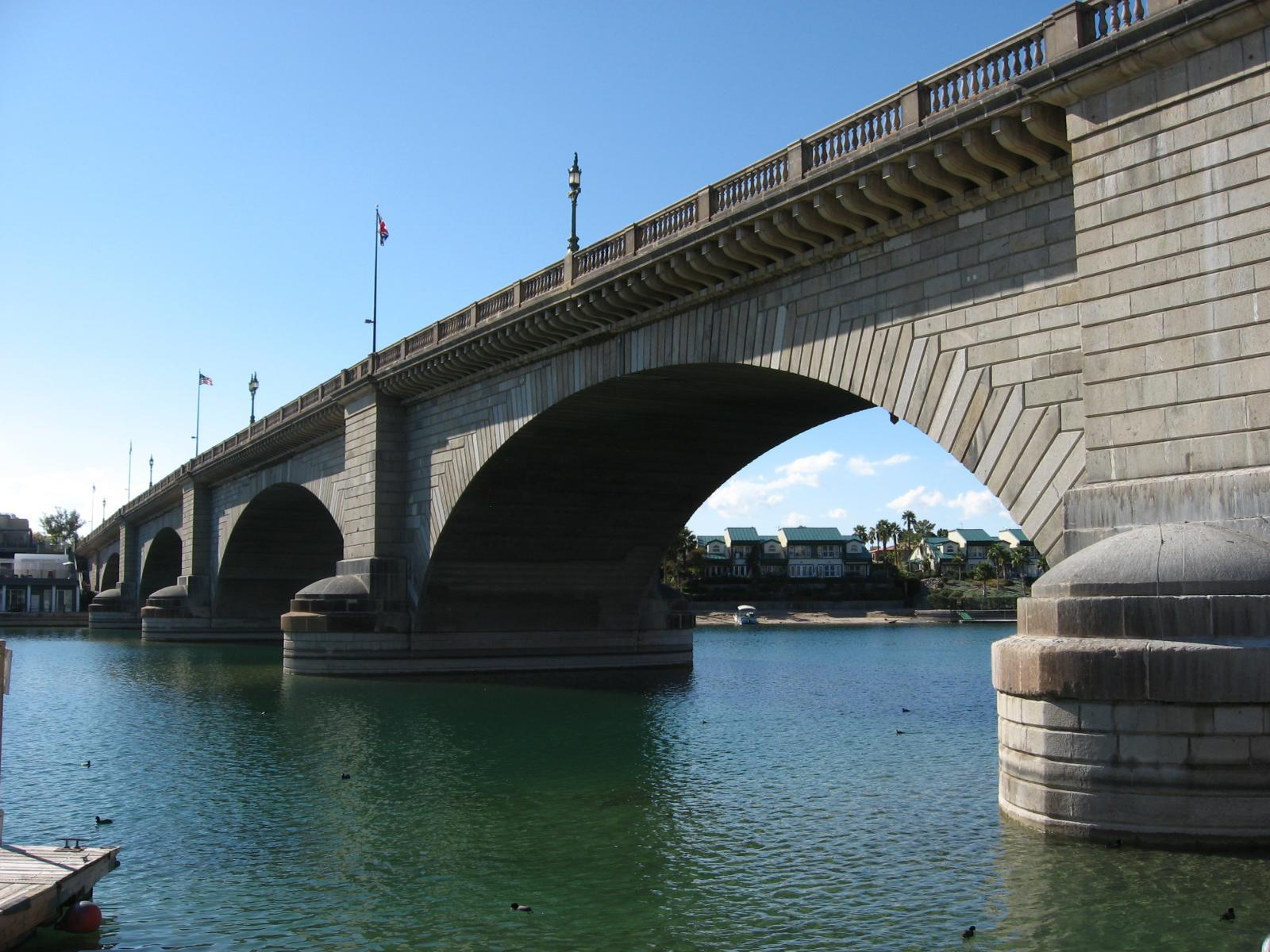
Il vecchio London Bridge ricostruito a Lake Havasu

Il 18 aprile 1968, il London Bridge fu venduto all'imprenditore statunitense Robert P. McCulloch, della McCulloch Oil, per 2.460.000 dollari. Una diffusa leggenda metropolitana racconta che egli credeva erroneamente di acquistare il più grande Tower Bridge, sebbene McCulloch abbia smentito il fatto. Durante lo smantellamento del ponte, ogni blocco di pietra fu numerato per facilitarne il riassemblaggio e alcune tracce di questa numerazione sono visibili ancora oggi. Il ponte venne riassemblato a Lake Havasu City in Arizona e venne inaugurato, per la sua seconda volta, il 10 ottobre 1971 alla presenza del Lord sindaco di Londra Sir Peter Studd e del Governatore dell'Arizona Jack Williams. Esso si estende ancora oggi sopra un canale artificiale che porta da Lake Havasu a Thomson Bay e costituisce il fulcro di un parco tematico in stile inglese completo di un centro commerciale in finto stile Tudor che, insieme al ponte, sono diventati la seconda maggior attrazione turistica dell'Arizona dopo il Grand Canyon.

### L'attuale London Bridge

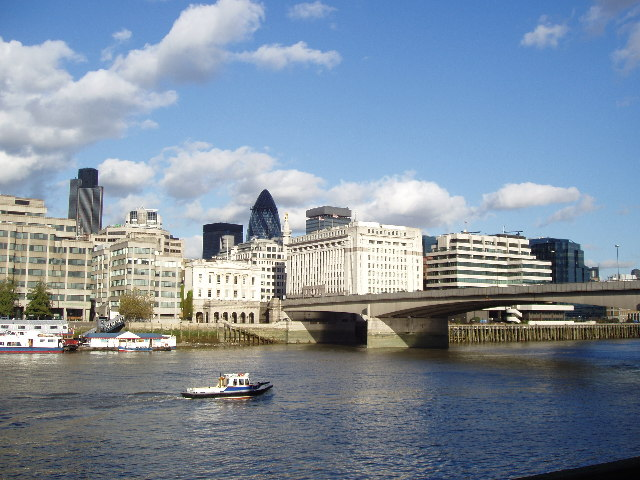
L'attuale London Bridge

L'attuale London Bridge è stato progettato dalla società di ingegneria Mott, Hay and Anderson. I lavori di costruzione durarono dal 1967 al 1972 e fu inaugurato dalla regina Elisabetta II il 17 marzo 1973.
Il ponte precedente rimase in funzione mentre da ambo i lati si costruirono le prime due sezioni parallele del nuovo ponte; una volta completate il traffico venne quindi trasferito sulle due nuove sezioni laterali e il vecchio ponte fu smantellato per consentire il completamento del ponte con la terza sezione centrale. Il costo complessivo per la sua costruzione di circa 4 milioni di sterline è stato finanziato interamente dall'ente di beneficenza City Bridge Trust.
Nel 1984 la nave da guerra inglese HMS Jupiter entrò in collisione con il London Bridge, procurando danni significativi tanto al ponte quanto alla nave.
Le immagini dell'attuale London Bridge appaiono sovente in film, notiziari e documentari per mostrare la moltitudine di pendolari che si recano al lavoro a Londra dalla London Bridge Station. Un esempio abbastanza recente è Hugh Grant che attraversa il ponte da nord a sud la mattina durante l'ora di punta nel film del 2002 About a Boy.

## Descrizione
L'odierno London Bridge è stato costruito per essere funzionale e resistente, pertanto è sobrio, slanciato ma decisamente meno decorato rispetto agli altri ponti stradali sul Tamigi; l'unico vezzo decorativo è costituito dall'impianto di illuminazione, ricavato da cannoni di epoca napoleonica. La struttura è composta da tre ampie arcate con travi inscatolate in cemento armato precompresso, per una lunghezza complessiva di 262 metri e un'altezza dall'acqua di 16 metri; il ponte è stato costruito esattamente nella stessa posizione di quello precedente assemblando le tre sezioni parallele per una larghezza complessiva di 32 metri.
L'impalcato ospita ampi marciapiedi sui due lati e al centro una carreggiata per ciascun senso di marcia costituita da due corsie per il traffico automobilistico più una per gli autobus che funge anche da pista ciclabile.